# Twee meisjes
Twee meisjes is een nummer van Raymond van het Groenewoud uit 1995, afkomstig van zijn album Ik ben God niet.

## Het lied
Het nummer is een kalm, rustig liedje over twee meisjes aan een strand die "dromen van een prins". Van het Groenewoud schreef het lied na een warme siësta op een strandje bij het Lago Maggiore. Hij bedacht ineens de melodie en wilde deze niet meer vergeten. Daarom herhaalde hij ze in zijn hoofd tot hij ze op zijn hotelkamer kon noteren.
Het lied heeft de traditionele Tin Pan Alleyvorm: een chorus van 32 maten volgens het schema AABA en geen refrein. Na een kort voorspel op de piano valt Van het Groenewoud in, eerst alleen begeleid door de basgitaar. Dan wordt het couplet afgebroken door nog een voorspel door de volledige band, waarna het couplet opnieuw begint. Hierna wordt het chorus herhaald met alleen de begeleiding. Daarop volgt nog een herhaling, nu met een vervormde gitaarsolo.

## Receptie
Twee meisjes is een van Van het Groenewouds populairste liedjes. In de traditionele 100 op 1-verkiezingen op de Belgische radiozender Radio 1, waarbij luisteraars kunnen meestemmen, stond het van 2008 tot 2011 en in 2013 op nummer één als "Beste Belgische lied".
Het werd ook gebruikt als titel van een boek uit 2008 met alle liedjesteksten van Van het Groenewoud.
Kleinkunstkenner Vic van de Reijt nam het nummer op in zijn compilatie Surivlaams. Hij roemde het lied met een vergelijking: "Meisjes was al zo mooi, maar met Twee meisjes wist Raymond zichzelf te overtreffen." Ook sprak Van de Reijt zich lovend uit over "de combinatie van het kristalheldere pianospel aan het begin van de plaat met het dreigende gitaargeweld in het outro."

## NPO Radio 2 Top 2000
| Nummer met noteringen in de NPO Radio 2 Top 2000 | '10  | '11  | '12  | '13  | '14  |
| ------------------------------------------------ | ---- | ---- | ---- | ---- | ---- |
| Twee meisjes                                     | 1453 | 1633 | 1700 | 1719 | 1885 |

1. ↑  Een vetgedrukt getal geeft de hoogste notering aan.
2. ↑  2010 was het eerste jaar met een notering voor dit nummer.
3. ↑  Deze tabel is bijgewerkt tot en met de laatste editie (2024).